# 第11回日本アカデミー賞
第11回日本アカデミー賞は、1988年（昭和63年）2月18日に行われた日本アカデミー賞の発表・授賞式。
東京プリンスホテルで開催され、司会は武田鉄矢と斉藤由貴が務めた。

## 最優秀作品賞
- マルサの女

### 優秀作品賞
- 竹取物語
- ハチ公物語
- 夜汽車
- 吉原炎上

## 最優秀監督賞
- 伊丹十三（マルサの女）

### 優秀監督賞
- 市川崑（映画女優、竹取物語）
- 大森一樹（恋する女たち、トットチャンネル）
- 五社英雄（吉原炎上）
- 山下耕作（夜汽車、竜馬を斬った男）

## 最優秀脚本賞
- 伊丹十三（マルサの女）

### 優秀脚本賞
- 大森一樹（恋する女たち、トットチャンネル）
- 金子正次・塙五郎（ちょうちん）
- 新藤兼人（ハチ公物語）
- 那須真知子（別れぬ理由）

## 最優秀主演男優賞
- 山﨑努（マルサの女）

### 優秀主演男優賞
- 緒形拳（女衒）
- 陣内孝則（ちょうちん）
- 津川雅彦（別れぬ理由）
- 時任三郎（永遠の1/2、紳士同盟、ハワイアン・ドリーム）

## 最優秀主演女優賞
- 宮本信子（マルサの女）

### 優秀主演女優賞
- 斉藤由貴（恋する女たち、トットチャンネル）
- 十朱幸代（極道の妻たちII、螢川、夜汽車）
- 三田佳子（別れぬ理由）
- 吉永小百合（映画女優）

## 最優秀助演男優賞
- 津川雅彦（マルサの女、夜汽車）

### 優秀助演男優賞
- 小林稔侍（漂流教室、舞妓物語、夜汽車）
- 根津甚八（この愛の物語、吉原炎上、竜馬を斬った男）
- 三船敏郎（男はつらいよ 知床慕情、竹取物語）
- 村上弘明（極道の妻たちII）

## 最優秀助演女優賞
- かたせ梨乃（極道の妻たちII、吉原炎上）

### 優秀助演女優賞
- 秋吉久美子（夜汽車）
- 淡路恵子（男はつらいよ 知床慕情）
- 泉ピン子（次郎物語）
- 桜田淳子（イタズ）

## 最優秀音楽賞
- 本多俊之（マルサの女）

### 優秀音楽賞
- 三枝成章（二十四の瞳、光る女）
- 佐藤勝（イタズ、塀の中の懲りない面々、吉原炎上）
- 谷川賢作（映画女優）
- 津島利章（夜汽車）

## 最優秀撮影賞
- 姫田真佐久（螢川）

### 優秀撮影賞
- 五十畑幸勇（映画女優）
- 木村大作（夜汽車）
- 小林節雄（竹取物語）
- 前田米造（マルサの女）

## 最優秀照明賞
- 島田忠昭（螢川）

### 優秀照明賞
- 斉藤薫（映画女優）
- 増田悦章（夜汽車）
- 下村一夫（竹取物語）
- 桂昭夫（マルサの女）

## 最優秀美術賞
- 村木忍（映画女優、竹取物語）

### 優秀美術賞
- 井川徳道（夜汽車）
- 金田克美（次郎物語、BU・SU）
- 中村州志（マルサの女、名門!多古西応援団）
- 西岡善信（ハチ公物語、吉原炎上、竜馬を斬った男）

## 最優秀録音賞
- 小野寺修（ハワイアン・ドリーム、マルサの女、メイク・アップ）

### 優秀録音賞
- 斉藤禎一・大橋鉄矢（竹取物語）
- 平井清重（夜汽車、吉原炎上）
- 紅谷愃一（女衒、ハチ公物語）
- 本田孜（イタズ、刑事物語5 やまびこの詩、星の牧場）

## 最優秀編集賞
- 鈴木晄（永遠の1/2、光る女、マルサの女）

### 優秀編集賞
- 市田勇（極道の妻たちII、吉原炎上、竜馬を斬った男）
- 長田千鶴子（映画女優、竹取物語）
- 玉木濬夫（恐怖のヤッちゃん、夜汽車）
- 鍋島惇（イタズ、次郎物語、螢川）

## 最優秀外国作品賞
- プラトーン

### 優秀外国作品賞
- アンタッチャブル
- スタンド・バイ・ミー
- トップガン
- ハンナとその姉妹

## 新人俳優賞
- 髙嶋政宏（トットチャンネル、BU・SU）
- 森山潤久（親鸞 白い道）
- 渡辺正行（ちょうちん）
- 秋吉満ちる（光る女）
- 小高恵美（竹取物語）
- 南野陽子（スケバン刑事）

## 会長特別賞
- 石原裕次郎
- 鶴田浩二

## 特別賞特殊技術賞
- 特技監督中野昭慶をはじめとする「首都消失」「竹取物語」の特殊技術スタッフ
- 江口憲一（撮影）（首都消失、竹取物語）
- 三上鴻平（照明）（竹取物語）
- 白川弘（照明）（首都消失）
- 井上泰幸（美術）（首都消失、竹取物語）
- 宮西武史（合成）（首都消失、竹取物語）
- 三瓶一信（合成）（首都消失、竹取物語）
- 浅田英一（助監督）（首都消失、竹取物語）

## 話題賞

### 作品部門
- ビー・バップ・ハイスクール 高校与太郎行進曲

### 俳優部門
- 原田知世（私をスキーに連れてって）